# Duc cendrós
El duc cendrós (Bubo cinerascens) és una espècie d'ocell de la família dels estrígids (Strigidae). Habita les sabanes i boscos de l'Àfrica subsahariana principalment al nord de l'Equador. El seu estat de conservació es considera de risc mínim.